# Fredericella australiensis
Fredericella australiensis is een mosdiertjessoort uit de familie van de Fredericellidae. De wetenschappelijke naam van de soort is voor het eerst geldig gepubliceerd in 1909 door Goddard.